# 岩生碎米荠
岩生碎米荠（学名：Cardamine calcicola）为十字花科碎米荠属的植物，为中国的特有植物。分布在中国大陆的四川、云南等地，生长于海拔1,300米至2,800米的地区，见于山坡石灰岩上或山谷溪旁，目前尚未由人工引种栽培。